# Arnold Ier de Clèves
 (mars 2025).
Si vous disposez d'ouvrages ou d'articles de référence ou si vous connaissez des sites web de qualité traitant du thème abordé ici, merci de compléter l'article en donnant les références utiles à sa vérifiabilité et en les liant à la section « Notes et références ».
Arnould Ier de Clèves († v.1147) fils de Rutger II de Clèves. En 1119, il succède à son frère Thierry II de Clèves (certains estiment qu'il en est le fils).[Passage contradictoire] Il est également comte palatin du Tomburg et le gardien de Xanten et Zyfflich. Arnould  aide les Prémontrés et fonde le Monastère de Bedburg (nl).

## Mariage et descendance
Arnoud épouse Ida de Louvain, fille du duc Godefroid Ier de Louvain et de Ida de Chiny (1078-1117). Ils eurent pour enfants :
- Arnould ;
- Thierry ;
- Une fille, qui épousa Eberhard Ier de Berg.

## Sources
- (nl) Cet article est partiellement ou en totalité issu de l’article de Wikipédia en néerlandais intitulé « Arnoud I van Kleef » (voir la liste des auteurs).
- Généalogie Québec